# Giampiero Gloder
Giampiero Gloder (ur. 15 maja 1958 w Asiago) – włoski duchowny katolicki, arcybiskup, rektor Papieskiej Akademii Kościelnej w latach 2013-2019, wicekamerling Świętego Kościoła Rzymskiego w latach 2014–2019.

## Życiorys
21 maja 1983 otrzymał święcenia kapłańskie. W 1988 rozpoczął przygotowanie do służby dyplomatycznej na Papieskiej Akademii Kościelnej. W latach 1992–1995 był sekretarzem nuncjatury apostolskiej w Gwatemali. Następnie był pracownikiem sekcji I Sekretariatu Stanu Stolicy Apostolskiej. W 2009 został mianowany przez Benedykta XVI szefem Biura do specjalnych poruczeń.
21 września 2013 papież Franciszek powierzył mu funkcję rektora Papieskiej Akademii Kościelnej, wynosząc do godności arcybiskupa tytularnego Telde. Sakry udzielił mu 24 października osobiście papież.
20 grudnia 2014 decyzją papieża Franciszka został wicekamerlingiem Świętego Kościoła Rzymskiego w Kamerze Apostolskiej.
11 października 2019 został mianowany nuncjuszem apostolskim na Kubie.
23 lutego 2024 został przeniesiony na urząd  nuncjusza apostolskiego w Rumunii i Mołdawii. 